# Space Hulk (2013)
Space Hulk é um jogo eletrônico de estratégia por turnos, desenvolvido pelo estúdio dinamarquês Full Control, que foi lançado em agosto de 2013. É baseado no jogo de tabuleiro de mesmo nome e também é um remake do jogo homônimo lançado em 1993. O jogo estrela o chapter dos Blood Angels dos Space Marines, que batalham contra a ameaça alienígena conhecida como os Genestealers.
O jogo recebeu uma espécie de nova versão no ano seguinte conhecida como Space Hulk: Ascension, que conteve diversas alterações na jogabilidade.

## Jogabilidade
O jogo é em turnos, dividido em missões e há a possibilidade de jogar com outros jogadores. O jogador customiza, seleciona e controla seu time de Space Marines em cada missão. A jogabilidade é fortemente baseada no jogo de tabuleiro original e aplica o mesmo sistema regras.

## Recepção
O jogo foi recebido de maneira morna, com notas medianas. Recebeu nota 58 no Metacritic e 6,7 na IGN. O fato do jogo ser muito fiel ao sistema de regras do jogo de tabuleiro e não ter muitas inovações desagradou parte dos jogadores, devido às suas limitações resultantes.